# Смит, Этель (легкоатлетка)
Этель Мэй Смит (англ. Ethel May Smith; 5 июля 1907, Торонто — 31 декабря 1979, Торонто) — спринтер из Канады, олимпийская чемпионка 1928 года в эстафете 4×100 м, бронзовый призёр в беге на 100 м среди женщин.

## Биография
Смит родилась в бедной семье. Бросив школу в восьмом классе в возрасте 14 лет, она ушла работать швеёй. 
Начала карьеру легкоатлетки в 1924 году. В 1927 году на национальном чемпионате она победила на дистанции 220 ярдов. В августе 1929 года на чемпионате Онтарио Смит одержала победу на дистанции 60 ярдов. В том же году она закончила свою спортивную карьеру.
В 1955 году включена в Зал славы канадского спорта.